# Riekoleon convergens
Riekoleon convergens is een insect uit de familie van de mierenleeuwen (Myrmeleontidae), die tot de orde netvleugeligen (Neuroptera) behoort. 
Riekoleon convergens is voor het eerst wetenschappelijk beschreven door New in 1985.